# Матвеев, Владимир Зосимович
Влади́мир Зоси́мович Матве́ев (1897, Ташкент — 30.09.1947, Архангельск) — сотрудник ГУЛАГ НКВД СССР, начальник Ахунлага (1935), начальник Норильскстроя (с 25.06.1935 по 13.04.1938).

## Биография
Родился в 1897 году в Ташкенте, сын ташкентского рабочего-кожевника.
В 1920 году ушёл на фронт в составе армии Будённого, участвовал в борьбе с белыми и басмачами, трижды был ранен. Во время борьбы с басмачеством, когда он был оперуполномоченным по Средней Азии, басмачи за его голову давали пять тысяч золотых рублей.
С 1924 года — в НКВД РСФСР.
В начале 1930-х годов руководил строительством Кемь-Ухтинской и Парандовской дорог, гидроэлектростанции на р. Свирь.
В 1935 году — начальник Ахунского исправительно-трудового лагеря на Малом Ахуне (Краснодарский край), занимавшегося строительством дороги Агура-Ахун. В этом ИТЛ числилось от 2 до 3 тысяч заключённых. Дорога была построена в 1935 году: строительство началось 2 января и закончилось, в основном, 29 апреля 1935 года.

### Норильскстрой
23 июня 1935 года вышло постановление СНК о строительстве «О строительстве Норильского комбината» и о передаче «Норильскстроя» в состав НКВД СССР: первую очередь надо было сдать через 4 года.
Но ещё до выхода постановления, 12 июня 1935 года, из Красноярска на Таймыр на пароходе «Спартак» Матвеев отправился вместе с женой Елизаветой Карловной и двумя дочерьми (3 и 9 лет), первой сотней строителей и изыскательской группой «Моспромтранса» во главе с А. С. Кудрявцевым.
К Дудинке пароход подошёл 1 июля, и уже 2 июля Матвеев издал первый приказ — о вступлении в должность начальника норильского строительства и ИТЛ НКВД.
По всем имеющимся данным, в 1935 году в Норильск прибыло 1200 человек.
В сентябре 1935 года построена мерзлотная станция для изучения возможностей строительства на вечной мерзлоте, установлена радиостанция, открыта начальная школа (одна комната, семь учеников и один учитель). В конце 1935 года с помощью двадцатиномерного коммутатора впервые установлена телефонная связь.
Уже в 1935 году вручную было добыто 600 тонн угля в горе Шмидтиха.
Основная задача состояла в строительстве железной дороги Норильск — Валек — Дудинка, которое было начато в декабре 1935 года. По итогам 1936 года 1 км главного пути железной дороги обошелся Норильскстрою в 53 800 рублей при плановой стоимости, определенной ГУЛАГом, 21 360 рублей. План железнодорожного строительства к сентябрю 1936 года был выполнен на 58 %.
К 1 января 1937 года число рабочих составило 9139 человек. При этом уже в приказе Матвеева от 21 июля 1936 года упоминается о труде несовершеннолетних з/к в Норильлаге.
В мае 1937 года «пошёл» чугун, отливки цветного металла.
В 1937 году сдан в эксплуатацию кирпичный завод проектной мощностью 100 тысяч штук кирпича в месяц.
Учитывая крайне ограниченные людские ресурсы (1200 работников сначала, 2000 — во второй год, 8000 — в третий), отсутствие опыта строительства в условиях вечной мерзлоты и проектной документации, снегозаносы и другие объективные препятствия, строителям под началом Матвеева удалось заложить первые рудники и шахты, проложить железную дорогу, положить начало строительству города Норильска и комбината.

### Арест
Официально строительство узкоколейки было завершено 17 мая 1937 года, и уже 18 мая из Дудинки в Норильск вышел первый поезд. В пункт назначения он прибыл через три дня. Вскоре стала разрушаться насыпь, местами сделанная из льда. В июне движение по дороге прекратилось. К зиме полотно было заменено на земляное, и линия вступила в постоянную эксплуатацию.
В начале апреля 1938 года в Норильск прибыл Авраамий Завенягин. В своём докладе Ежову он отмечал: «Положение стройки хуже, чем указывалось в отчёте… Управление лагерем отсутствует, твёрдых подразделений в лагере не создано, ограждений нет, нет должного режима. На стройке вскрыто явное вредительство»
Несколько руководителей Желдорстроя были арестованы. Матвеев 13 апреля 1938 года снят с должности, 27 апреля арестован.
В то время газета «Советский Таймыр» по поводу ареста Матвеева писала: «Враги народа пытались не дать стране никель, скрыть от народа богатства Таймыра. Враги народа — вот кто закопал десятки миллионов рублей на строительстве железной дороги… Кто же эту сволочь, ранее судившуюся по контрреволюционным делам, приютил? Эту банду преступников взял под своё покровительство „таймырский князь“, как он себя называет, разложившийся пошляк Матвеев… Это от него разит разлагающий дух человека, потерявшего свой человеческий облик… Разоблачённые, они понесут суровую ответственность перед государством…».
В апреле 1939 года он был осуждён по пунктам 7, 8, 11 ст. 58 УК РСФСР на 15 лет с поражением в правах сроком на пять лет и с конфискацией всего имущества за то, что, «будучи начальником Норильскстроя, по заданию врагов народа Плинера и Госкина, как участник контрреволюционной организации, занимался вредительством в строительстве Полиметаллического комбината, вредительски построил железнодорожную ветку Норильск-Дудинка».
Наказание отбывал на лесоповале в селе Талаги под Архангельском.
Заболел воспалением лёгких, потом туберкулёзом. Умер 30 сентября 1947 года в архангельской ведомственной больнице.
Реабилитирован в 1955 году.